# آخرین نگهبان
آخرین نگهبان (به ژاپنی: 人喰いの大鷲トリコ Hitokui no Ōwashi Toriko) در ژاپنی به معنی تریکو، عقابی که انسان می‌خورد، یک بازی ویدئویی در سبک اکشن ماجراجویی است که توسط جن‌دیزاین (استودیو ژاپن) توسعه یافته و سونی اینتراکتیو انترتینمنت آن را در دسامبر ۲۰۱۶ به‌طور انحصاری برای کنسول پلی‌استیشن ۴ منتشر کرد. آخرین نگهبان توسط فومیتو اوئدا طراحی و کارگردانی شده‌است و همچون دو بازی قبلی او یعنی ایکو (۲۰۰۱) و سایه کلوسوس (۲۰۰۵)، این بازی نیز بسیار هنری و خلاقانه و سبکی مشابه آن‌ها دارد.
داستان دربارهٔ پسری است که با یک حیوان عظیم‌الجثه به نام تریکو، که شبیه به ترکیبی از عقاب و گربه است دوست شده، و باید با همکاری یکدیگر از دست نگهبانانی که به دنبالشان هستند بگریزند. بازیکن در بازی کنترل پسر بچه را به عهده دارد و باید با اعمال دستور به تریکو آن را مانند یک حیوان واقعی کنترل کند، به او غذا داده و برای بالارفتن از مکان‌های مرتفع از کمک این مخلوق استفاده کند. به محض انتشار، بازی با واکنش‌های مطلوبی از سوی منتقدان همراه بود، که کارگردانی هنری، داستان، و ترسیم شخصیت تریکو مورد تحسین قرار گرفت، اما برخی منتقدان نسبت به گیم‌پلی انتقاداتی داشتند.

## روند بازی
آخرین نگهبان یک بازی با دید سوم شخص به سبک اکشن ماجراجویی همراه با عناصر معمایی است. بازیکن کنترل پسربچه‌ای غیر مجهز را بر عهده دارد که می‌تواند کارهایی از قبیل دویدن، پریدن، از لبه‌ها بالا رفتن و عناصری شبیه به دو بازی قبلی آن‌ها یعنی ایکو و سایه کلوسوس را انجام دهد. بازیکن همچنین ممکن است نیاز به استفاده از محیط بازی برای حرکت مخفیانه یا از بین بردن موجودات سایه مانند (نگهبانان) داشته باشد، هرچند قهرمان بازی در ابتدا هیچ گونه سلاحی در اختیار ندارد. اگرچه نگهبانان آهسته حرکت می‌کنند، اما قادر به گرفتن پسر بچه هستند، و اگر بازیکن به موقع قادر به آزاد نمودن این شخصیت نباشد، بازی اتمام خواهد یافت.
بر طبق اظهارات اوئدا: تریکو از غرایز حیوانی رانده شده‌است و این تنها به بازیکن بستگی دارد که چگونه این موجود را هدایت می‌کند و با استفاده از رفتار طبیعی‌اش به حل معماهای بازی بپردازد. به‌طور مثال بازیکن با پرتاب بشکه‌ای که تریکو به آن علاقه دارد، باعث می‌شود او به مکان‌های مورد نظر حرکت کند. بازیکن باید در طی بازی با کارهایی نظیر تغذیه تریکو یا درآوردن نیزه‌ها و تیرها از بدنش به او توجه کرده و از او مواظبت کند.

## توسعه بازی

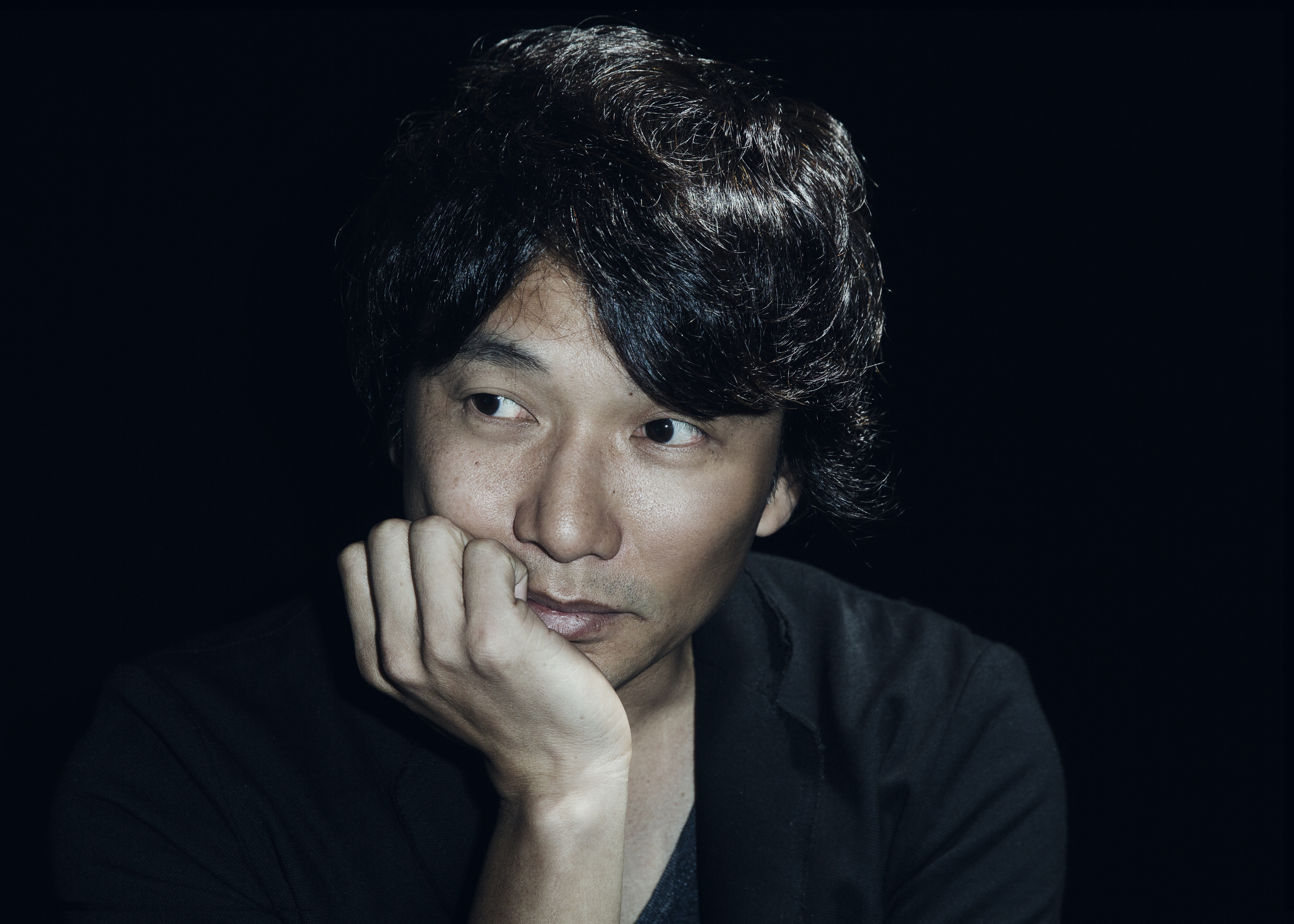
طراح و سازنده بازی فومیتو اوئدا

ساخت آخرین نگهبان از سال ۲۰۰۷ شروع شده و برای اولین بار آن را در مراسم ای۳ سال ۲۰۰۹ رونمایی و به همگان معرفی کردند. این بازی قرار بود در سال ۲۰۱۱ به‌طور انحصاری برای کنسول پلی‌استیشن ۳ منتشر شود اما به موجب اختلافات سازندگان و جدا شدن فومیتو اوئدا طراح بازی از این پروژه، اگرچه به عنوان مشاور بر روی بازی نظارت می‌کرد، انتشار بازی تا سال ۲۰۱۶ به عقب افتاد. بازی یکباره دیگر به‌طور رسمی در نمایشگاه رسانه و تجارت ای۳ ۲۰۱۵ معرفی شد و بالاخره در دسامبر ۲۰۱۶ برای کنسول پلی‌استیشن ۴ منتشر شد.

## بازتاب‌ها
| گردآورنده  | امتیاز |
| ---------- | ------ |
| گیم‌رنکینگز | ۸۲٫۶۵٪ |
| متاکریتیک  | ۸۲/۱۰۰ |

| ناشر                    | امتیاز |
| ----------------------- | ------ |
| الکترونیک گیمینگ مانثلی | ۷٫۵/۱۰ |
| گیم اینفورمر            | ۸/۱۰   |
| گیم رولیشن              | ۳٫۵/۵  |
| گیم‌اسپات                | ۹/۱۰   |
| آی‌جی‌ان                  | ۷/۱۰   |
| ام! گیمز                | ۸۹/۱۰۰ |

آخرین نگهبان بر طبق وبگاه جمع‌آوری و منتقد متاکریتیک، نقدهای مطلوبی دریافت کرد. بیشتر منتقدین محیط و داستان بازی و همچنین توجه به جزئیات و رفتار واقع‌گرایانه حیوانی که به تریکو داده شده‌است را به عنوان قوی‌ترین عناصر بازی مورد ستایش قرار دادند. با این حال بسیاری نیز این رفتار واقع‌گرایانه را سبب اختلال در بازی می‌دادند، زیرا بازیکن نیاز به صبر و بردباری زیادی برای واکنش‌های تریکو به فرمان‌هایش نیاز دارد.